# Cerbón
Cerbón – gmina w Hiszpanii, w prowincji Soria, w Kastylii i León, o powierzchni 18,02 km². W 2011 roku gmina liczyła 40 mieszkańców.